# Armoriale dei comuni della Dordogna
Questa pagina contiene le armi (stemma e blasonatura) dei comuni della Dordogne.
| Stemma | Nome del comune e blasonatura |
| ------ | --- |
|        | Bergerac parti d'azur à trois fleurs de lys d'or et de gueules à un dragon volant d'or posé en pal. note: azur semé de fleurs de lys d'or ("de France ancien") a été remplacé en 1995 par azur à trois fleurs de lys d'or ("de France moderne"). (partito d'azzurro a tre gigli d'oro e di rosso al drago volante d'oro e posto in palo) nota: l'azzurro seminato di gigli d'oro ("di Francia antica") è stato sostituito nel 1995 dall'azzurro a tre gigli d'oro ("di Francia moderna"). |
|        | Beynac-et-Cazenac d'or à cinq burèles de gueules (d'oro, a cinque burelle di rosso) |
|        | Brantôme d'azur à la fasce d'argent chargée de trois lionceaux de sable, accompagnée de trois fleurs de lys d'or (d'azzurro, alla fascia d'argento caricata di tre leoncelli di nero, accompagnata da tre gigli d'oro) |
|        | Le Bugue d'argent au trois vagues d'azur en fasce chargée d'une crosse abbatiale en pal contournée d'or (d'argento, a tre burelle ondate d'azzurro in fascia, caricate da un pastorale in palo rivoltato d'oro) |
|        | Coursac d'azur à trois étoiles d'or, l'une en chef et les deux autres en pointe, à deux épis de blé, aussi d'or, mis en pal, l'un à senestre, l'autre à dextre (d'azzurro, a tre stelle male ordinate d'oro, accompagnate da due spighe dello stesso poste in palo, una nel fianco destro e una in quello sinistro) |
|        | Le Fleix Écartelé d'or à une croix de sable chargée de cinq coquilles d'argent, et de sinople à un chevron diminué d'argent, surmonté d'un pont à quatre arches du même (inquartato d'oro, alla croce di nero caricata da cinque conchiglie d'argento, e di verde, allo scaglione diminuito d'argento, sormontato da un ponte di quattro archi dello stesso) |
|        | La Force d'azur à trois léopards couronnés d'or (d'azzurro, a tre leopardi coronati d'oro, l'uno sull'altro) |
|        | Hautefort Écartelé : aux 1 et 4 d'azur au lévrier passant d'argent colleté et bouclé du même ; aux 2 et 3 d'or à trois forces de sable ; sur le tout, d'argent au château de gueules, ouvert du champ, au chef d'azur chargé de trois fleurs de lys d'or. (Inquartato: il 1º e 4º d'azzurro, al levriere passante d'argeno, collarinato e anellato dello stesso; il 2º e 3º d'oro, a tre forbici di nero, poste in palo, ordinate 2 e 1; sul tutto, d'argento, al castello di rosso, aperto del campo, e al capo d'azzurro, caricato di tre gigli d'oro. Motto: Altus et fortis) |
|        | Issigeac d'argent à quatre lionceaux de gueules armés, couronnés et lampassés de même, brisé d'un bâton écoté d'azur raccourci et péri en bande (d'argento, a quattro lioncelli coronati di rosso, brisato da un bastone scorciato contronoderoso d'azzurro posto in banda) |
|        | Mouleydier De gueules à deux besants d'or rangés en pal. (Di rosso, a due bisanti d'oro, ordinati in palo.) |
|        | Mussidan D'azur à Saint Georges monté sur un cheval terrassant un dragon couché, le tout d'or (D'azzurro, al san Giorgio a cavallo che atterra un drago sdraiato, il tutto d'oro) |
|        | Nontron D'azur à la tour d'argent maçonnée de sable, accostée de deux fleurs de lys d'or (d'azzurro, alla torre d'argento murata di nero accostata da due gigli d'oro) |
|        | Payzac De gueules à la croix aiguisée d'argent, cantonnée de quatre fleur-de-lys d'or (di rosso, alla croce aguzza d'argento, accantonata da quattro gigli d'oro) |
|        | Périgueux De gueules au château de deux tours pavillonnées d'argent, donjonné du même, maçonné de sable, surmonté d'une fleur de lys d'or (di rosso, a due torri coperte e banderuolate, unite da un inframuro torricellato e merlato, con porta dalla saracinesca abbassata, il tutto murato di nero; fra le due torri, al di sopra della torricella, un giglio d'oro) |
|        | Prigonrieux Coupé d'argent et d'azur, un chaussé ployé brochant sur le tout, au chef d'azur chargé d'une ancre d'argent accostée de deux anilles du même, surmonté d'une trangle de sinople (troncato d'argento e d'azzurro, calzato ricurvo di verde; al capo d'azzurro caricato da un'ancora d'argento accostata da due ferri d'ancoraggio dello stesso, sormontato da una trangla di verde) |
|        | Ribérac D'or à trois fasces de sinople, au sautoir d'argent chargé d'une étoile d'azur, brochant sur le tout (d'oro, a tre fasce di verde, alla croce di Sant'Andrea d'argento caricata a una stella d'azzurro, attraversante sul tutto) |
|        | Razac-sur-l'Isle d'azur à trois aiglettes d'argent en fasce bordées de quatre burelles du mêmes, deux en chef et deux en pointe (d'azzurro, a tre aquilotti d'argento ordinati in fascia, accompagnati da due gemelle dello stesso, una in capo e una in punta) |
|        | Rouffignac-de-Sigoulès Taillé : au 1er de pourpre à la grappe de raisin d'or, au 2e d'or à l'entrée de grotte de sable fermée par une frette d'argent ; au chef bastillé d'azur, chargé d'une épée tournée en fasce d'argent, garnie de gueules et pommetée d'argent, le chef brochant sur le taillé, le tout enfermé dans une filière de sinople (Tagliato: nel 1º di porpora al grappolo d'uva d'oro; nel 2º d'oro all'entrata di grotta di nero chiusa da un cancello d'argento; al capo merlato rovesciato d'azzurro, caricato da una spada rivoltata posta in fascia d'argento, guarnita di rosso e pomata d'argento, il capo attraversante sulla partizione; il tutto alla filiera di verde) Incongruenza tra disegno e blasonatura: La spada ha l'impugnatura di rosso. |
|        | Saint-Astier de gueules à une cloche d'or (di rosso, alla campana d'oro) |
|        | Sarlat-la-Canéda de gueules à la salamandre couronnée d'or sur un brasier du même, au chef cousu d'azur chargé de trois fleurs de lys aussi d'or (di rosso, alla salamandra coronata d'oro su un braciere dello stesso, al capo cucito d'azzurro caricato di tre gigli pure d'oro) |
|        | Thenon d'azur à l'arbre au naturel accosté de deux fleurs de lys d'or (d'azzurro, all'albero al naturale accostato da due gigli d'oro) |
|        | Thiviers d'azur à la cloche d'argent, à la bordure de gueules (d'azzurro, alla campana d'argento, alla bordura di rosso) |
|        | Vergt de gueules à la bande d'argent chargée de trois fraises renversées au naturel, accompagnée en chef d'une épée d'or garnie d'argent, et en pointe d'un arbre arraché aussi d'or (di rosso, alla banda d'argento, caricata da tre fragole rovesciate al naturale, accompagnata in capo da una spada d'oro guarnita d'argento, e in punta da un albero sradicato pure d'oro) |
|        | Villamblard d'or à la fasce de gueules accompagné de six fleurs de lys d'azur : trois en chef et trois en pointe (d'oro, alla fascia di rosso, accompagnata da sei gigli d'azzurro, tre in capo e tre in punta) |
|        | Villefranche-de-Lonchat de gueules aux trois léopards d'or passant l'un sur l'autre (di rosso, a tre leopardi d'oro passanti l'uno sull'altro) |